# Automatizace domácnosti
Automatizace domácnosti je systém založený na principu Internetu věcí minimalizující nutnost zásahu člověka do ovládání jednotlivých elektrických zařízení domácnosti. Jednotlivá zařízení mohou komunikovat přímo mezi sebou, nebo jsou připojena vstupní bránou k centrálnímu bodu, který umožňuje nastavení automatických procesů a jejich vzájemnou interakci. Připojená zařízení mohou být např. světla, bezpečnostní systémy, vzduchotechnika, teploměry nebo měřiče spotřeby a jiné senzory.
Výhody automatizace spočívají především ve zvýšení komfortu, šetření času uživatelů a zvýšení zabezpečení a energetické efektivity objektů. Proto popularita souvisejících produktů stále roste.

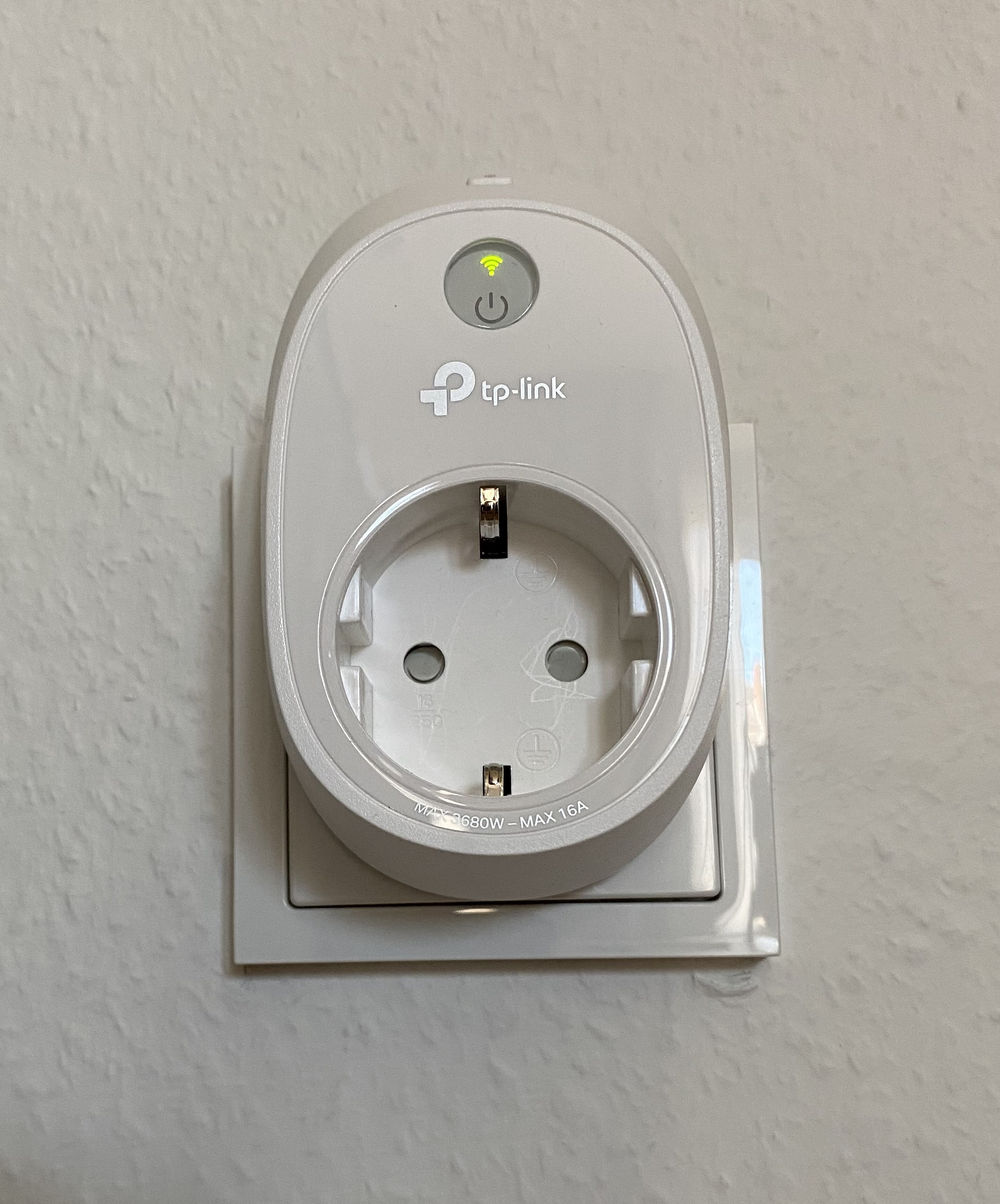
Chytrá zásuvka od výrobce TP-Link

Zařízení mohou komunikovat drátově nebo bezdrátově. Výhodou bezdrátových technologií je možnost levné instalace bez stavebních úprav, tedy i zpětná instalace do již stávajících budov. Nevýhodou je možná interference s jinými signály ve stejném frekvenčním pásmu a tudíž nespolehlivost. Nejčastější protokoly pro připojení jsou např. Bluetooth, Zigbee nebo Wifi. Příklady software používaných k centrálnímu řízení jsou Home Assistant, HomeKit, OpenHAB nebo PiDome.

## Historie
Koncept domácí automatizace se začal vyvíjet již v druhé polovině 20. století, nejprve v podobě jednoduchých automatizačních technologií jako časovače elektrických zásuvek.
Jeden z prvních komunikačních protokolů (X-10) využívaných k domácí automatizaci byl vyvinut v roce 1975. Jedná se o jednoduchý protokol využívající dráty elektrického vedení především k základnímu ovládání světel. Přes jeho technické nedostatky je stále hojně využívaný, díky své jednoduchosti, levné ceně a kompatibilitě.
Vůbec první využití síťové automatizace bylo implementováno do nápojového automatu v roce 1982. Automat kontroloval teplotu a nutnost doplnit zboží a dokázal na nedostatky vzdáleně upozornit.
S nástupem internetu a bezdrátových technologií souvisel i růst zájmu o domáci automatizaci. Populární se tak domácí automatizace stává od nového tisíciletí a vznikají nové standardy a protokoly. Očekává se, že tržby trhu domácí automatizace za rok 2023 dosáhnou přes 134 mld. dolarů, za rok 2028 mají tržby dosáhnout přes 231 mld. dolarů.

## Princip
Princip typické domácí automatizace lze popsat ve třech vrstvách.

### Zařízení
- Základním prvkem domácí automatizace je jakékoliv chytré elektrické zařízení se schopností komunikovat. Zařízení jsou vyrobená podle určitých standardů (Zigbee, Z-Wave atd.). Standardy bývají úzce spojené s protokoly, pomocí kterých zařízení komunikuje.

### Brána
- S bránou komunikují zařízení pomocí protokolů (Zigbee, Z-Wave, Wifi, Bluetooth), ta umožňuje komunikaci připojených zařízení s řídící jednotkou.[6]

### Řídící jednotka
- Získaná data jsou dále zpracována k nastavení automatizačních procesů a jejich interpretaci v řídící jednotce s uživatelským rozhraním. K takovým účelům slouží např. software Home Assistant nebo OpenHAB, případně cloudové automatizační služby.

Zařízení mohou s bránou komunikovat i drátově. Výhoda drátového připojení je větší spolehlivost (bezdrátové signály mezi sebou mohou interferovat), instalace ale bývá náročnější a dražší.

## Protokoly a standardy
Různé protokoly se hodit k různým využitím. Liší se dosahem, spotřebou, používaným rozsahem frekvencí nebo rychlostí přenosu. Při domácí automatizaci není tolik nutný dlouhý dosah signálu, naopak nízká spotřeba může být vhodná pro zařízení na baterie. Různé používáné rozsahy frekvencí ovlivňují rychlost, dosah, ale i spolehlivost přenosu. Zařízení komunikující na frekvenci 2,4 GHz se často ruší s Wifi vysílači nebo mikrovlnkami. Na komunikaci jednoduchých zařízení stačí rychlost pár desítek kbps, na přenos videa je nutná rychlost větší. Některé protokoly fungují jen na přísně certifikovaných zařízeních dle jejich standardů a vždy zaručují kompatibilitu, některé mají podmínky pro standardizaci méně přísně. Různé jsou taky možné topologie připojení, ty ovlivňují vulnerabilitu sítě nebo maximální dosah.

### Zigbee
- Frekvence: 868 MHz (Evropa), 915 MHz, 2,4 GHz
- Maximální dosah: 100 m + (připojená zařízení dosah zvětšují)
- Maximální rychlost: 500 kb/s (100 kb/s Evropa)
- Uveden: 2004
- Vlastnosti: nízká spotřeba, neinterferuje s 2,4 GHz signály, smíšená topologie

Zigbee je standard postavený na IEEE 802.15.4 udržovaný CSA (Connectivity Standards Alliance, dříve Zigbee Alliance). Jednotlivá zařízení mohou fungovat jako směrovače a zvýšit tak dosah sítě.

logo Zigbee

### Z-Wave
- Frekvence: 865 − 926 MHz (868,4 a 869,85 MHz Evropa)[9]
- Maximální dosah: 100 m (až 3 připojená zařízení mohou zvětšit dosah)
- Maximální rychlost: 100 kbps
- Uveden: 1999
- Vlastnosti: nízká spotřeba, neinterferuje s 2,4 GHz signály, smíšená topologie, vždy kompatibilní

Z-Wave je komerční standard, každé zařízení je certifikováno Z-Wave Alliance a jejich kompatibilita je proto vždy zaručená. Jednotlivá zařízení mohou fungovat jako směrovače a zvýšit tak dosah sítě až mezi 4 zařízení.

### Bluetooth Low Energy
- Frekvence: 2,4 GHz
- Maximální dosah: 100 m
- Maximální rychlost: 0,27 − 1,37 mbps
- Uveden: 2009
- Vlastnosti: nízká spotřeba, smíšená topologie

Bluetooth Low Energy je standard IEEE 802.15.1 udržovaný Bluetooth Special Interest Group, která zařízení se standardy certifikuje. Bluetooth Low Energy oproti klasickému Bluetooth protokolu umožňuje nižší spotřebu a smíšenou topologii. Oba protokoly využívají stejný standard, nejsou ale kompatibilní.

### WiFi
- frekvence: 2,4 GHz, 5 GHz
- maximální dosah: 150 m
- maximální rychlost: 10 Gbps
- uveden: 1997

### Matter

Logo standardu Matter

Matter, dříve Project Connected Home over IP (CHIP), je standard oznámený roku 2019 se snahou zlepšit kompatibilitu zařízení, doposud největší překážku domácí automatizace. Skupina zakládajících firem je Amazon, Apple, Google a Connectivity Standards Alliance. První verze vyšla v roce 2022. Matter je založený na internetovém protokolu a je kompatibilní s komunikačními protokoly Zigbee, Wifi apod.

### KNX
KNX je standard nabízející jak drátové připojení, tak bezdrátové. Komunikace je možná pomocí kroucené dvojlinky, elektrického vedení, internetového protokolu i rádiových vln o frekvenci 868,3 MHz.

## Uživatelský software
S daty ze zařízení dále pracuje centrální ovládací software, který umožňuje nastavit samotné automatizace, zařízení vzdáleně ovládat a zobrazovat informace o jednotlivých zařízeních. Interakce je většinou možná přes webové rozhraní nebo aplikaci.

### Home Assistant
Home Assistant je open source software dostupný zdarma. Umožňuje ovládání přes webové rozhraní, aplikací pro Android a iOS a podporuje virtuální asistenty jako jsou Google Assistant nebo Amazon Alexa. Podporuje také širokou škálu protokolů a umožňuje provoz lokální i vzdálený přes cloud. Instalovat lze na Linux, macOS a Windows.

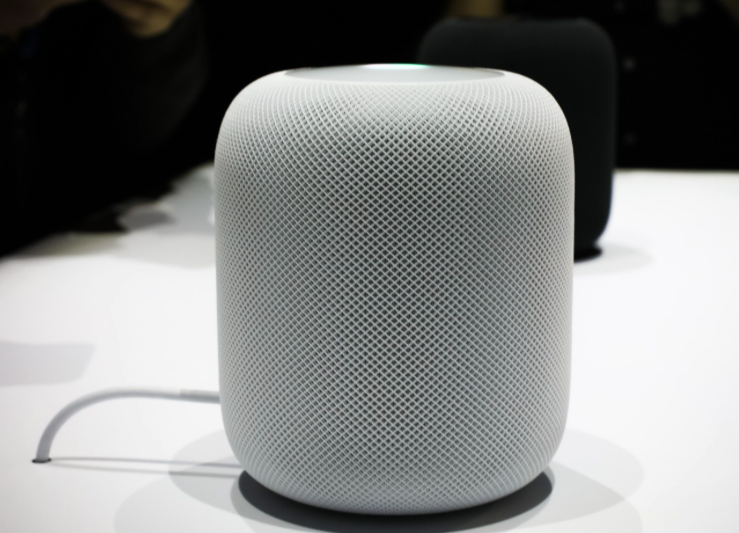
Chytrý reproduktor HomePod společnosti Apple

### Homekit
HomeKit je Apple platforma zahrnující uživatelský software, dané standardy a komunikační protokol HomeKit Accessory Protocol (HAP). Zahrnuje vlastní Apple zařízení pro účely chytrých domácností (Siri, HomePod) a lze provozovat lokálně i přes cloud. Další podobné platformy nabízí i Samsung (SmartThings) nebo Google (Google Home)

## Bezpečnost
Výrobci chytrých zařízení často implementují svá uživatelská rozhraní a nabízejí jednoduché ovládání pomocí vlastní aplikace. Veškerá komunikace pak ale probíhá přes vzdálené servery na internetu a je výrobcem monitorována. Zřízení vlastní centrální jednotky a provoz automatizace v lokální síti umožňuje větší zabezpečení osobních dat.